# Сюшань-Туцзя-Мяоський автономний повіт
28°26′46″ пн. ш. 108°59′32″ сх. д. / 28.4461° пн. ш. 108.99234° сх. д.
Сюшань-Туцзя-Мяоський автономний повіт (кит. 秀山土家族苗族自治县, пін. Xiùshān Tŭjiāzú Miáozú Zìzhìxiàn) — один із повітів КНР у складі міста прямого підпорядкування Чунціна. Адміністративний центр — містечко Чжунхе.

## Географія
Сюшань-Туцзя-Мяоський автономний повіт лежить на висоті близько 370 метрів над рівнем моря.

### Клімат
Повіт знаходиться у зоні, котра характеризується вологим субтропічним кліматом. Найтепліший місяць — липень із середньою температурою 27,2 °C. Найхолодніший місяць — січень, із середньою температурою 5,3 °С.
| Клімат повіту Сюшань-Туцзя-Мяо | Клімат повіту Сюшань-Туцзя-Мяо | Клімат повіту Сюшань-Туцзя-Мяо | Клімат повіту Сюшань-Туцзя-Мяо | Клімат повіту Сюшань-Туцзя-Мяо | Клімат повіту Сюшань-Туцзя-Мяо | Клімат повіту Сюшань-Туцзя-Мяо | Клімат повіту Сюшань-Туцзя-Мяо | Клімат повіту Сюшань-Туцзя-Мяо | Клімат повіту Сюшань-Туцзя-Мяо | Клімат повіту Сюшань-Туцзя-Мяо | Клімат повіту Сюшань-Туцзя-Мяо | Клімат повіту Сюшань-Туцзя-Мяо | Клімат повіту Сюшань-Туцзя-Мяо |
| Показник                       | Січ.                           | Лют.                           | Бер.                           | Квіт.                          | Трав.                          | Черв.                          | Лип.                           | Серп.                          | Вер.                           | Жовт.                          | Лист.                          | Груд.                          | Рік                            |
| Середній максимум, °C          | 8,6                            | 10,6                           | 15,0                           | 21,4                           | 26,1                           | 28,7                           | 31,8                           | 31,8                           | 27,8                           | 21,4                           | 16,6                           | 11,1                           | 20,9                           |
| Середня температура, °C        | 5,3                            | 7,1                            | 11,0                           | 16,8                           | 21,3                           | 24,5                           | 27,2                           | 26,8                           | 23,1                           | 17,4                           | 12,5                           | 7,4                            | 16,7                           |
| Середній мінімум, °C           | 2,9                            | 4,7                            | 8,0                            | 13,3                           | 17,7                           | 21,2                           | 23,8                           | 23,1                           | 19,6                           | 14,6                           | 9,6                            | 4,6                            | 13,6                           |
| Норма опадів, мм               | 36.8                           | 44.5                           | 71.5                           | 129.6                          | 176.5                          | 207.5                          | 198.9                          | 163.8                          | 103.0                          | 112.0                          | 60.5                           | 29.1                           | 1333.7                         |
| Вологість повітря, %           | 81                             | 79                             | 79                             | 80                             | 80                             | 82                             | 79                             | 79                             | 78                             | 83                             | 81                             | 79                             | 80                             |
| ------------------------------ | ------------------------------ | ------------------------------ | ------------------------------ | ------------------------------ | ------------------------------ | ------------------------------ | ------------------------------ | ------------------------------ | ------------------------------ | ------------------------------ | ------------------------------ | ------------------------------ | ------------------------------ |
| Джерело: data.cma.cn           |                                |                                |                                |                                |                                |                                |                                |                                |                                |                                |                                |                                |                                |